# مانديليا (تشاد)
مانديلا هي محافظة فرعية تابعة لمنطقة شاري باقرمي في تشاد. تقع على بعد حوالي خمسين كيلومتراً جنوب نجامينا.